# William Griffiths
William Griffiths   (Abergavenny, 26 de juny de 1922 - Abergavenny, 27 d'octubre de 2010) va ser un jugador d'hoquei sobre herba gal·lès que va competir durant les dècades de 1940 i 1950.
S'inicià en l'hoquei sobre herba quan tenia uns 14 anys. Va estudiar a la Universitat de Cambridge, on va jugar al seu equip d'hoquei. Amb l'esclat de la Segona Guerra Mundial es va unir a la Royal Air Force i va servir a Sud-àfrica, on va continuar jugant a hoquei.
El 1948 va prendre part en els Jocs Olímpics de Londres, on va guanyar la medalla de plata com a membre de l'equip britànic en la competició d'hoquei sobre herba.
Va jugar 32 partits amb la selecció de Gal·les i 8 amb la de Gran Bretanya entre 1947 i 1956. Una vegada retirat fou president de l'Abergavenny Hockey Club entre el 1967 i 2007.